# (523653) 2011 OA60
(523653) 2011 OA60 ist ein großes transneptunisches Objekt im Kuipergürtel, das bahndynamisch als erweitertes Scattered Disc Object (DO) oder als Cubewano eingestuft wird. Aufgrund seiner Größe ist der Asteroid ein Zwergplanetenkandidat.

## Entdeckung
2011 OA60 wurde am 20. Juli 2011 von einem Astronomenteam bestehend aus B. Gibson, T. Goggia, N. Primak, A. Schultz und M. Willman im Rahmen des Pan-STARRS-Projekts mit dem 1,8-m-Ritchey-Chretien-Teleskop (PS1) am Haleakalā-Observatorium (Maui) entdeckt. Die Entdeckung wurde am 26. Juli 2016 bekanntgegeben, der Planetoid erhielt am 25. September 2018 von der IAU die Kleinplanetennummer 523640.
Nach seiner Entdeckung ließ sich 2011 OA60 auf Fotos bis zum 9. Mai 2010, die ebenfalls im Rahmen des Pan-STARRS-Programmes gemacht wurden, zurückgehend identifizieren und so seinen Beobachtungszeitraum um sechs Jahre verlängern, um so seine Umlaufbahn genauer zu berechnen. Im Oktober 2018 lagen insgesamt 143 Beobachtungen über einen Zeitraum von 9 Jahren vor. Die bisher letzte Beobachtung wurde im August 2018 auch wieder am Pan-STARRS-Teleskop durchgeführt. (Stand 1. März 2019)

## Eigenschaften

### Umlaufbahn
2011 OA60 umkreist die Sonne in 263,76 Jahren auf einer leicht elliptischen Umlaufbahn zwischen 35,08 AE und 47,18 AE Abstand zu deren Zentrum. Die Bahnexzentrizität beträgt 0,147, die Bahn ist 23,02° gegenüber der Ekliptik geneigt. Derzeit ist der Planetoid 35,78 AE von der Sonne entfernt. Das Perihel durchlief er das letzte Mal 2001, der nächste Periheldurchlauf dürfte also im Jahre 2265 erfolgen.
Marc Buie (DES) klassifiziert den Planetoiden als erweitertes SDO (ESDO bzw. DO), während vom Minor Planet Center keine spezifische Einstufung existiert; letzteres ordnet ihn als Nicht-SDO und allgemein als Distant Object ein. Das Johnston’s Archive führt ihn dagegen als Cubewano auf, wobei er zu den bahndynamisch heißen klassischen KBO gehören würde.

### Größe
Derzeit wird von einem Durchmesser von 457 km ausgegangen, basierend auf einem Rückstrahlvermögen von 6 % und einer absoluten Helligkeit von 5,4 m. Ausgehend von einem Durchmesser von 457 km ergibt sich eine Gesamtoberfläche von etwa 656.000 km2. Die scheinbare Helligkeit von 2011 OA60 beträgt 20,87 m.
Da anzunehmen ist, dass sich 2011 OA60 aufgrund seiner Größe im hydrostatischen Gleichgewicht befindet und somit weitgehend rund sein muss, sollte er die Kriterien für eine Einstufung als Zwergplanet erfüllen. Mike Brown geht davon aus, dass es sich bei 2011 OA60 um möglicherweise einen Zwergplaneten handelt.
| Jahr                                         | Abmessungen km | Quelle   |
| -------------------------------------------- | -------------- | -------- |
| 2018                                         | 423,0          | Johnston |
| 2018                                         | 457,0          | Brown    |
| Die präziseste Bestimmung ist fett markiert. |                |          |